# 정체성
정체(正體) 또는 정체성(正體性, identity)은  일관되게 유지되는 고유한 실체로서 자기에 대한 주관적 경험을 함의할 수 있다. 정체성은 자기 내부에서 일관된 동일성을 유지하는 것과 다른 존재와의 관계에서 어떤 본질적인 특성을 지속적으로 공유하는 것 모두를 의미한다. 어떤 대상의 인식으로서의 정체, 인간의 정체성, 기업의 정체성, 군대의 정체성, 국가의 정체성 등 다양하다. 통상 정체성이라고 하면 인간의 정체성을 말한다.
인간은 성장하면서 자신이 세상 안에서 다른 사람들과 함께 '한 개인'으로서 존재한다는 자각을 한다. 정체감의 형성 과정에서 아동은 다른 사람들과는 다른 자신만의 소망, 사고, 기억, 외모 등을 가지고 있다는 자각을 한다.
인간은 양육자나 부모와의 관계를 통해 정체성 형성을 시작하는데, 태어나자마자 보육원으로 보내진 아이도 일생에 한 번은 자신의 생모나 생부라는 존재를 자기 인생에서 정리하는 시간을 갖게 된다. 에릭 에릭슨의 발달이론에서 12세부터 18세까지 청소년기에는 정체성이 형성되거나 정체성에 혼란이 오는 상황을 맞게 된다. 그 시기에 친구, 외부 집단과 접촉하면서 의미있고 풍요로운 자기 개념을 만들거나, 외부에서 맞닥뜨리는 모든 관계에서 자기가 누구인지 잊어버리는 현상을 맞기도 한다.
자신의 존재를 규명하는 일은 누구에게나 중요하고 인간이 종교를 갖는 것도 정체성 형성과 연관이 있다. 신과의 관계 설정, 우주와의 관계 설정을 통해 자신의 존재를 설정하고 이를 통해 존재의 안정감을 유지하며 삶의 부조리나 희로애락을 처리해 나간다.
정체성은 철학적·심리학적·사회학적으로 중요하게 다루어지는 개념이다. 인터넷의 발달은 인간의 삶에 큰 변화를 가져왔고 그로 인해 정체성 문제도 다각도로 조명되었다. 오프라인에서의 인격과 온라인상에서의 인격이 전혀 다르게 자신의 삶을 연출할 수 있게 되면서 당사자도 어느 모습이 자신의 진짜 모습인지 혼란스러워지게 되고, 사회적으로도 그 사람의 진짜 모습은 무엇인가가 탐구의 대상이 된 것이다. 인간의 정체성과 직결되는 인공지능의 발달도 정체성 문제를 본질적 측면에서 다시금 생각하게 하는 요소가 되었다.

## 정체감
'나의 정체는 무엇일까?'라는 질문에서처럼 정체라는 정의가 필연적으로 구별되는 또다른 대상이 전제되어야 한다는 것은 어떤 동일성을 유지하는 개별적인 것이 다른 구별되는 존재와의 관계에서 변별되고 인식된다는 것을 의미한다고 할 때 그러한 다른 존재들중에 속한 존재로서 개별성을 언급하는 맥락에서 많은 심리학자들이 이를 다루어왔다. 한편 이처럼 개인의 정체성을 주변환경과의 상호관계까지 확대하여 이해하는 것은 고립적이고 독립적일수있는 측면에 국한하는 것보다 효과적인 것으로 여겨진다.
내 존재의 의미는 나의 삶이 나에게 질문한다는 데에 있다. 한편 이것은 반대로, 나 자신이 세상에게 나의 대답을 전해준다는 것을 의미한다. 그렇지 않으면 나는 세상의 응답에만 의존하게 될 것이다. ("나는 누구인가?"라는 스스로의 질문에 답하는 것) 그것은 내 개인적인 것을 초월하는 사명으로 이는 오직 내가 전력을 다해 노력할 때에 비로소 도달할 수 있다. - 기억, 꿈, 반사상 11장 사후 생애 - P318
Here is the greatest and smallest, the remotest and nearest, the highest and lowest, and we cannot discuss one side of it without also discussing the other. No language is adequate to this paradox. Whatever one can say, no words express the whole. (Chapter 12-Late Thoughts III ,P354 MDR), 카를 융
우리 세대의 가장 위대한 발견은 인간이 마음가짐에서 태도를 바꿔 자신의 삶을 바꿀 수 있다는 것이다.'
The greatest discovery of my generation is that a human being can alter his life by altering his attitudes of mind. - 윌리엄 제임스
발달 과정에서 아동은 문화 경험의 항목뿐만 아니라 문화적 행동의 습관과 형태, 문화적 추론 방법을 숙달합니다. 그러므로, 우리는 아동의 행동 발달에 있어 주요 선을 구별해야합니다. 첫째로는 일반적인 유기적 성장 과정과 그리고 아동의 성숙 과정과 아주 밀접한 관련이있는 행동의 자연적 발달 선이 있습니다. 둘째로는 심리적 기능의 문화적 개선, 새로운 추론 방법의 작동, 문화적 행동 방법의 숙달 등이 있다는 것입니다. 따라서 나이가 다른 두 자녀 중 나이가 어린 자녀보다 나이가 많은 아이가 더 잘 기억할 수 있다는점을 살펴볼수있습니다. 이것은 완전히 다른 두 가지 이유로 사실입니다. 나이가 많은 어린이가 암기하는 과정은 추가 성장 기간 동안 특정 진화를 겪었으며 더 높은 수준에 도달했습니다. 그러나 심리 분석을 통해서만 진화가 첫 번째 또는 두 번째로 진행되었는지 여부를 알 수 있다는것입니다.
'In the process of development the child not only masters the items of cultural experience but the habits and forms of cultural behaviour, the cultural methods of reasoning. We must, therefore, distinguish the main lines in the development of the child’s behaviour. First, there is the line of natural development of behaviour which is closely bound up with the processes of general organic growth and the maturation of the child. Second, there is the line of cultural improvement of the psychological functions, the working out of new methods of reasoning, the mastering of the cultural methods of behaviour. Thus, of two children of different ages the elder can remember better and more than the younger. This is true for two entirely different reasons. The processes of memorizing of the older child have undergone, during his additional period of growth, a certain evolution – they have attained a higher level – but only by means of psychological analysis may we reveal whether that evolution proceeded on the first or on the second line.' -Lev Vygotsky 1929, The Problem of the Cultural Development of the Child , 챕터 'The problem' -레프 비고츠키

## 관련 서적
- 도복선. 《헤르만 헤세의 작품과 정체성 위기 문제》. 한국학술정보. 2005년. ISBN 8953423236
- 파트릭 모디아노 저. 김화영 역. 《어두운 상점들의 거리》. 문학동네. 2010년. ISBN 9788954610971
- 파트릭 모디아노 저. 김화영 역. 《추억을 완성하기 위하여》. 문학동네. 2015년. ISBN 9788954634113
- 이사벨 나자레 아가 저. 정미애 역. 《나는 왜 맨날 당하고 사는 걸까》. 북뱅. 2015년. ISBN 9791155783801

## 같이 보기
- 디지털 정체성
- 기질
- 정체감 위기(Identity Crisis)
- 제임스 마르시아(James Marcia)